# Andy Pilgrim
Andy Pilgrim (ur. 18 sierpnia 1956 w Nottingham) – amerykański kierowca wyścigowy.

## Kariera
Pilgrim rozpoczął karierę w międzynarodowych wyścigach samochodowych w 1985 roku od startów w wyścigu SCCA National Championship Runoffs T1, w którym uplasował się na szóstej pozycji. W późniejszych latach Amerykanin pojawiał się także w stawce SCCA/Escort Endurance Championship, SCCA Corvette Challenge, SCCA Escort World Challenge, IMSA Camel GTO, IMSA GTU Championship, IMSA World Sports Car Championship, Global GT Championship, 24-godzinnego wyścigu Le Mans, United States Road Racing Championship, FIA GT Championship, Motorola Cup, American Le Mans Series, Grand American Sports Car Series, Grand American Rolex Series, SCCA World Challenge, 24-godzinnego wyścigu Daytona, NASCAR Busch Series, Continental Tire Sports Car Challenge, Pirelli World Challenge oraz NASCAR Sprint Cup Series.

## Wyniki w 24h Le Mans
| Rok  | Zespół                              | Partnerzy                       | Samochód                | Klasa | Okr. | Poz. | Klasa Pos. |
| ---- | ----------------------------------- | ------------------------------- | ----------------------- | ----- | ---- | ---- | ---------- |
| 1996 | New Hardware Racing Parr Motorsport | Stéphane Ortelli Andrew Bagnall | Porsche 911 GT2         | GT2   | 299  | 17   | 4          |
| 1997 | Roock Racing                        | André Ahrlé Bruno Eichmann      | Porsche 911 GT2         | GT2   | 306  | 10   | 2          |
| 2000 | Corvette Racing                     | Franck Fréon Kelly Collins      | Chevrolet Corvette C5-R | GTS   | 327  | 10   | 3          |
| 2001 | Corvette Racing                     | Franck Fréon Kelly Collins      | Chevrolet Corvette C5-R | GTS   | 271  | 14   | 2          |
| 2002 | Corvette Racing                     | Franck Fréon Kelly Collins      | Chevrolet Corvette C5-R | GTS   | 331  | 13   | 2          |
| 2003 | Corvette Racing                     | Oliver Gavin Kelly Collins      | Chevrolet Corvette C5-R | GTS   | 326  | 11   | 2          |